# Пуститися берега (сезон 5)
Прем'єра п'ятого і останнього сезону американської телевізійної драми «Пуститися берега» відбулася 15 липня 2012 року. Він складається з 16 епізодів, кожен з яких триває близько 47 хвилин. Нові епізоди показувалися щонеділі о 10 вечора на кабельному телеканалі AMC в США. Сезон розділений на дві частини, кожна з яких містить вісім епізодів. Друга половина показана 11 серпня 2013 року.

## Сюжет
Волтер Вайт (Браян Кренстон) намагається знищити усі докази, які б пов'язували його з успішною змовою проти Ґуса Фрінга (Джанкарло Еспозіто), але поліція конфіскувала офісний ноутбук Ґуса, на якому є відео з камери безпеки, що знімала Волта у лабораторії. Оскільки Скайлер використала гроші Волтера щоб погасити борги Теда Бенекі, Волт вважає, що у нього не залишається вибору, окрім як знову почати варити метамфетамін, аби заробити гроші, які він втратив. Майк Ермантрауд (Джонатан Бенкс) приєднується до Волтера і Джессі Пінкмена (Аарон Пол), та вони розпочинають нове тристороннє партнерство. Їхній головний постачальник сировини — Лідія (Лора Фрейзер), яка є працівником Madrigal Electromotive GmbH — партнерською компанією Ґуса Los Pollos Hermanos, постійно викликає у них підозри. Щоб стерти дані з ноутбуку Ґуса, який знаходиться у поліцейському сховищі доказів, вони використовують промисловий електромагніт. Намагаючись вигадати новий спосіб виробництва метамфетаміну, Сол Ґудман (Боб Оденкірк) знаходить компанію за контролем від шкідників яка називається Vamonos Pest. Волтер і Джессі використовують фумігаційний тент як мобільну лабораторію. Скайлер Вайт (Анна Ганн) розуміє, що Волтер не покинув свій наркобізнес і починає боятися за своє життя, та життя своїх дітей. Вона просить Марі піклуватися про них і терпляче чекає повернення раку Волта.

## Команда

### Основний склад
- Браян Кренстон — Волтер Вайт
- Анна Ганн — Скайлер Вайт
- Аарон Пол — Джессі Пінкман
- Дін Норріс — Хенк Шрейдер (7 епізодів)
- Бетсі Брандт — Марі Шрейдер (5 епізодів)
- ЕрДжей Мітт — Волтер Вайт молодший (6 епізодів)
- Боб Оденкірк — Сол Ґудман (6 епізодів)
- Джонатан Бенкс — Майк Ермантрауд (7 епізодів)
- Джессі Племенс — Тодд Елквіст (5 епізодів)

### Другорядний склад
- Стівен Майкл Квезада — Стівен Ґомез (7 епізодів)
- Лора Фрейзер[en] — Лідія Родарт-Квайл (4 епізоди)
- Кріс Фрейхофер (англ. Chris Freihofer) — Ден Вашберґер (англ. Dan Wachsberger) (3 епізоди)
- Майк Батаєх (англ. Mike Batayeh) — Деніс Марковскі (2 епізоди)
- Луіс Ферейра[en] — Деклан (англ. Declan) (2 епізоди)
- Чарльз Бейкер (англ. Charles Baker) — Худий Піт (англ. Skinny Pete) (1 episode)
- Білл Барр — Кубі (англ. Kuby) (1 епізод)
- Джим Бівер — Лоусон (1 епізод)
- Крістофер Козінс[en] — Тед Бенекі (1 епізод)
- Лоувел Кроуфорд[en] — Хел (англ. Huell) (1 епізод)
- Ларрі Генкін — Старий Джо (1 епізод)
- Метт Л. Джонс[en] — Метью (Борсук) (1 епізод)
- Крістофер Кінґ (англ. Christopher King) — Кріс Мара (1 епізод)
- Емілі Райос[en] — Андре Кантілло (1 епізод)
- Майкл Шамус Вайлс (англ. Michael Shamus Wiles) — агент Джордж Меркерт (1 епізод)
- Джессіка Хект[en] — Ґретхен Шварц[7]

## Епізоди
| №  | Назва                                        | Режисер         | Сценарій           | Дата прем'єри   | К-сть глядачів в США (млн) |
| -- | -------------------------------------------- | --------------- | ------------------ | --------------- | -------------------------- |
| 1  | «Live Free or Die» «Живи вільним або помри»  | Майкл Словіс    | Вінс Ґілліган      | 15 липня 2012   | 2.93                       |
| 2  | «Madrigal» «Мадригал»                        | Мішель Макларен | Вінс Ґілліган      | 22 липня 2012   | 2.29                       |
| 3  | «Hazard Pay» «Небезпечні умови»              | Адам Бернштейн  | Пітер Ґулд         | 29 липня 2012   | 2.20                       |
| 4  | «Fifty-One» «П'ятдесят один»                 | Раян Джонсон    | Сем Кетлін         | 5 серпня 2012   | 2.29                       |
| 5  | «Dead Freight» «Мертвий вантаж»              | Джордж Мастрас  | Джордж Мастрас     | 12 серпня 2012  | 2.48                       |
| 6  | «Buyout» «Викуп»                             | Колін Баксі     | Дженіфер Хатчісон  | 19 серпня 2012  | 2.81                       |
| 7  | «Say My Name» «Скажи моє їм'я»               | Томас Шнауц     | Томас Шнауц        | 26 серпня 2012  | 2.98                       |
| 8  | «Gliding Over All» «Той, що летить над усім» | Мішель Макларен | Мойра Воллі-Бекетт | 2 вересня 2012  | 2.78                       |
| 9  | «Blood Money» «Криваві гроші»                | Браян Кренстон  | Пітер Ґулд         | 11 серпня 2013  | 5.92                       |
| 10 | «Buried» «Поховані»                          | Мішель Макларен | Томас Шнауц        | 18 серпня 2013  | 4.77                       |
| 11 | «Confessions» «Зізнання»                     | Майкл Словіс    | Дженіфер Хатчісон  | 25 серпня 2013  | 4.85                       |
| 12 | «Rabid Dog» «Скажений пес»                   | Сем Кетлін      | Сем Кетлін         | 1 вересня 2013  | 4.41                       |
| 13 | «To'hajiilee» «Тохаджилі»                    | Мішель Макларен | Джордж Мастрас     | 8 вересня 2013  | 5.11                       |
| 14 | «Ozymandias» «Озимандія»                     | Раян Джонсон    | Мойра Воллі-Бекетт | 16 вересня 2013 | 6.37                       |
| 15 | «Granite State» «Гранітний штат»             | Пітер Ґулд      | Пітер Ґулд         | 22 вересня 2013 | 6.58                       |
| 16 | «Felina» «Феліна»                            | Вінс Ґілліган   | Вінс Ґілліган      | 29 вересня 2013 | 10.28                      |